# Lobopola plicata
Lobopola plicata là một loài bướm đêm trong họ Geometridae.